# Trachelobdella lubrica
Trachelobdella lubrica är en ringmaskart som först beskrevs av Grube 1840.  Trachelobdella lubrica ingår i släktet Trachelobdella och familjen fiskiglar. Arten har ej påträffats i Sverige. Inga underarter finns listade i Catalogue of Life.